# Ribeira da Foz do Guincho
A ribeira da Foz do Guincho é uma pequena linha de água de caráter torrencial, com várias nascentes na Serra de Sintra. Possui o seu único troço artificializado à sua passagem pela Malveira da Serra, sendo também das ribeiras concelhias com um declive longitudinal mais acentuado. No seu troço a jusante (a partir de Alcorvim de Baixo), serve de fronteira entre as freguesias de Alcabideche e Cascais e Estoril, acabando por ter a sua foz na Praia Grande do Guincho.